# Super Troll Islands
 (novembre 2015).
Si vous disposez d'ouvrages ou d'articles de référence ou si vous connaissez des sites web de qualité traitant du thème abordé ici, merci de compléter l'article en donnant les références utiles à sa vérifiabilité et en les liant à la section « Notes et références ».
Super Troll Islands (スーパートロールアイランド)  est un jeu de plates-formes puzzle en 2D, basé sur les Troll dolls. Le jeu a été développé par Millennium Interactive et édité par Kemco au Japon, et ASC Games pour l'Amérique du Nord et l'Europe. Il est sorti en 1994 sur Super Nintendo.

## Synopsis et système de jeu
Les iles Troll ont été plongées dans l'obscurité par un être maléfique. C'est à 4 trolls magiciens qu'il revient de retrouver la lumière et les couleurs le long des niveaux.
Le concept de jeu a été comparé à Q*bert.

## Accueil
Le jeu reçoit des notes correctes à sa sortie. Computer and Video Games relève son originalité, tandis que Console+ et VideoGames le trouvent trop simple et conseillent de le réserver aux plus jeunes.